# Marilynne Robinson

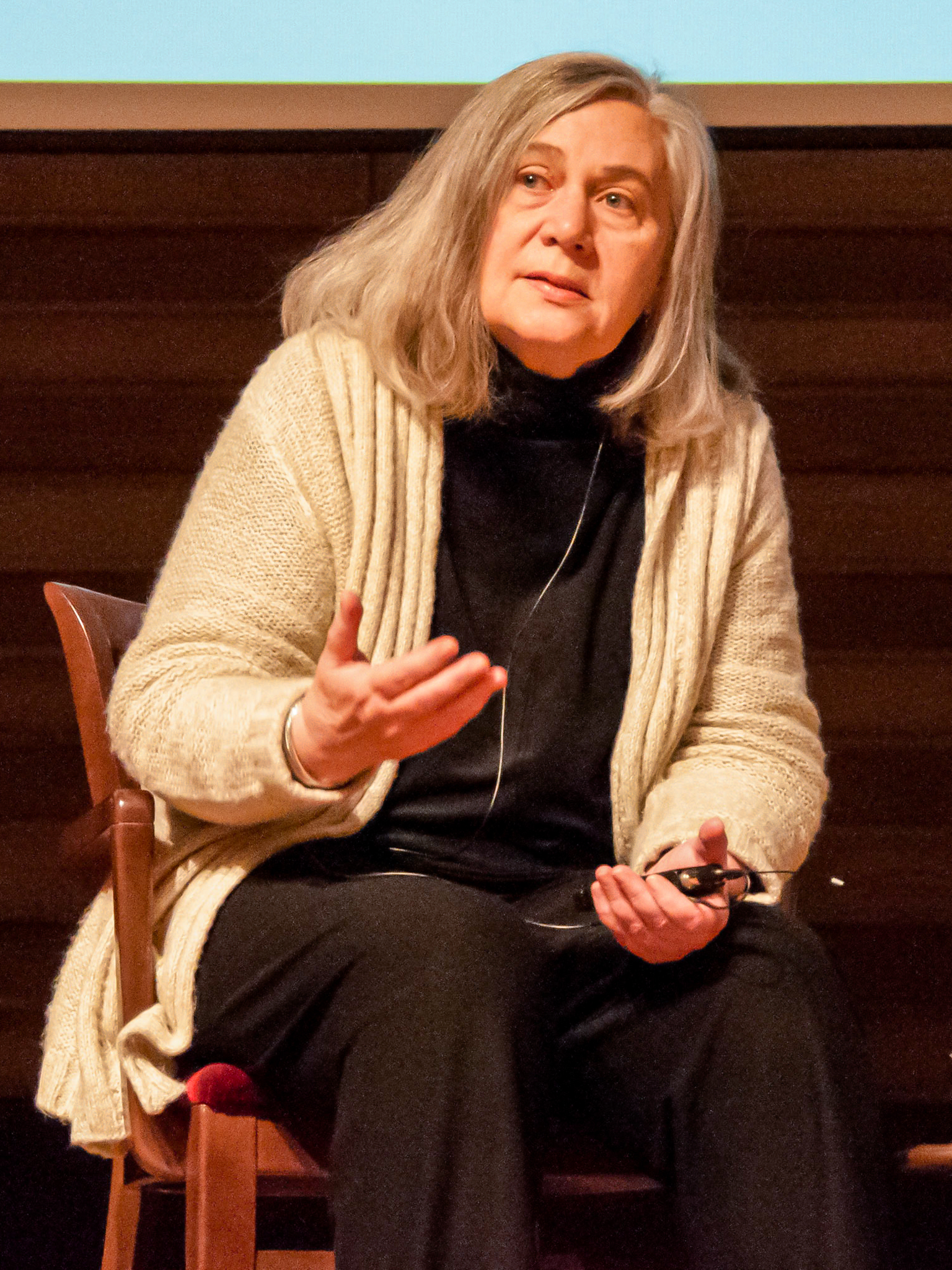
Marilynne Robinson in 2012

Marilynne Summers Robinson (Sandpoint, 26 november 1943) is een Amerikaanse romanschrijfster en essayiste. Ze ontving voor haar werk verschillende prijzen, waaronder de Pulitzerprijs voor literatuur in 2005 en in 2012 de National Humanities Medal.
Haar boek Gilead (2004) werd in 2005 in Nederlandse vertaling uitgegeven door De Arbeiderspers en Mozaïek. Robinsons boek Housekeeping werd in 2008 door de uitgeverijen Mozaïek en De Arbeiderspers herdrukt in de vertaling van Wim Dielemans uit 1982. Na Gilead schreef Robinson de boeken Home (2009) en Lila (2014), zij behoren tot de Gilead-serie. Home en Lila zijn in het Nederlands vertaald door Janine van der Kooij en uitgegeven door De Arbeiderspers. In 2020 verscheen het vierde boek uit de serie met de titel Jack. Dit boek werd door Ton Heuvelmans vertaald en in vertaling uitgegeven door De Arbeiderspers.
Naast romans schreef Robinson "The Givenness of Things". Het werd gepubliceerd in 2016 en is een verzameling essays over de politiek en het christendom, voornamelijk met betrekking tot de Verenigde Staten.
Op 21 november 2024 ontving Robinson een eredoctoraat van de Vrije Universiteit te Amsterdam.

## Werk en prijzen
- 1980: Housekeeping – Hemingway Foundation/PEN Award, prijs voor de beste debuutroman; genomineerd voor de Pulitzerprijs voor fictie. In 1987 werd het verfilmd onder dezelfde titel.
- 1999: The Death of Adam – PEN/Diamonstein-Spielvogel Award for the Art of the Essay
- 2004: Gilead – 2005 Pulitzer Prize for Fiction; National Book Critics Circle Award for Fiction; 2005 Ambassador Book Award
- 2008: Home (tweede deel van de Gilead-serie) – 2009 Orange Prize for Fiction; finalist voor de National Book Award van 2008.
- 2013: Genomineerd voor The Man Booker International Prize
- 2013: Toekenning van de National Humanities Medal voor 2012 door president Barack Obama "for her grace and intelligence in writing"
- 2014: Lila (derde deel van de Gilead-serie) Ontving de National Book Critics Circle Award.
- 2015: The Givenness of Things In het Nederlands vertaald door Janine van der Kooij, onder de titel De gegevenheid der dingen.
- 2020: Jack (vierde deel van de Gilead-serie) In het Nederlands vertaald door Ton Heuvelmans, onder de gelijknamige titel Jack.